# Renate Schmidt
Renate Schmidt z domu Pokorny (ur. 12 grudnia 1943 w Hanau) – niemiecka polityk i związkowiec, działaczka Socjaldemokratycznej Partii Niemiec (SPD), parlamentarzystka, minister ds. rodziny, osób starszych, kobiet i młodzieży w gabinecie Gerharda Schrödera (2002–2005)

## Życiorys
Jako siedemnastolatka na rok przed planowaną maturą przerwała naukę w szkole średniej ze względu na ciążę. Pracowała później w handlu (w przedsiębiorstwie Quelle) i zaangażowała się w działalność związkową, wchodziła m.in. w skład rady pracowniczej. W latach 1980–1988 była wiceprzewodniczącą bawarskiego oddziału Gewerkschaft Handel, Banken und Versicherungen, związku zawodowego pracowników handlu, bankowości i ubezpieczeń.
W 1972 wstąpiła do Socjaldemokratycznej Partii Niemiec. W 1973 wspólnie z mężem zakładała organizację młodzieżową SJD – Die Falken w Bawarii. W 1980 została po raz pierwszy wybrana do Bundestagu. Z powodzeniem ubiegała się o reelekcję w wyborach w 1980, 1983, 1987 i 1990. W latach 1987–1990 była wiceprzewodniczącą frakcji parlamentarnej SPD, a od 1990 do 1994 wiceprzewodniczącą Bundestagu. W 1994 i 1998 w wyborach krajowych była kandydatką SPD na premiera Bawarii, wybory wygrywała jednak chadecka CSU z Edmundem Stoiberem na czele. W latach 1994–2002 zasiadała w bawarskim landtagu, do 2000 kierowała frakcją poselską socjaldemokratów.
W październiku 2002 objęła urząd ministra do spraw rodziny, osób starszych, kobiet i młodzieży w drugim rządzie Gerharda Schrödera, który sprawowała do listopada 2005. W latach 2005–2009 ponownie wykonywała mandat posłanki do Bundestagu, nie ubiegając się o wybór na kolejną kadencję.
Dwukrotnie zamężna, pierwszy mąż Gerhard Schmidt zmarł w 1984, w 1998 poślubiła Hassa von Henningesa. Ma troje dzieci.